# El Cacalote, Guerrero
El Cacalote är en ort i Mexiko.   Den ligger i kommunen Cuajinicuilapa och delstaten Guerrero, i den södra delen av landet, 300 km söder om huvudstaden Mexico City. El Cacalote ligger 45 meter över havet och antalet invånare är 117.
Terrängen runt El Cacalote är platt. Runt El Cacalote är det glesbefolkat, med 8 invånare per kvadratkilometer. Närmaste större samhälle är Cuajinicuilapa de Santa Maria, 14,5 km öster om El Cacalote. Omgivningarna runt El Cacalote är en mosaik av jordbruksmark och naturlig växtlighet.